# Vaefar
Vaefar (lat. Vaefarius) war nach Aufzeichnungen des Bischofs Marius von Avenches von 565 bis 573 fränkisch-alamannischer Herzog in der Diözese Avenches. Er war der Nachfolger von Magnachar. Sein Nachfolger als Herzog wurde Theodefrid.